# Stirlitz

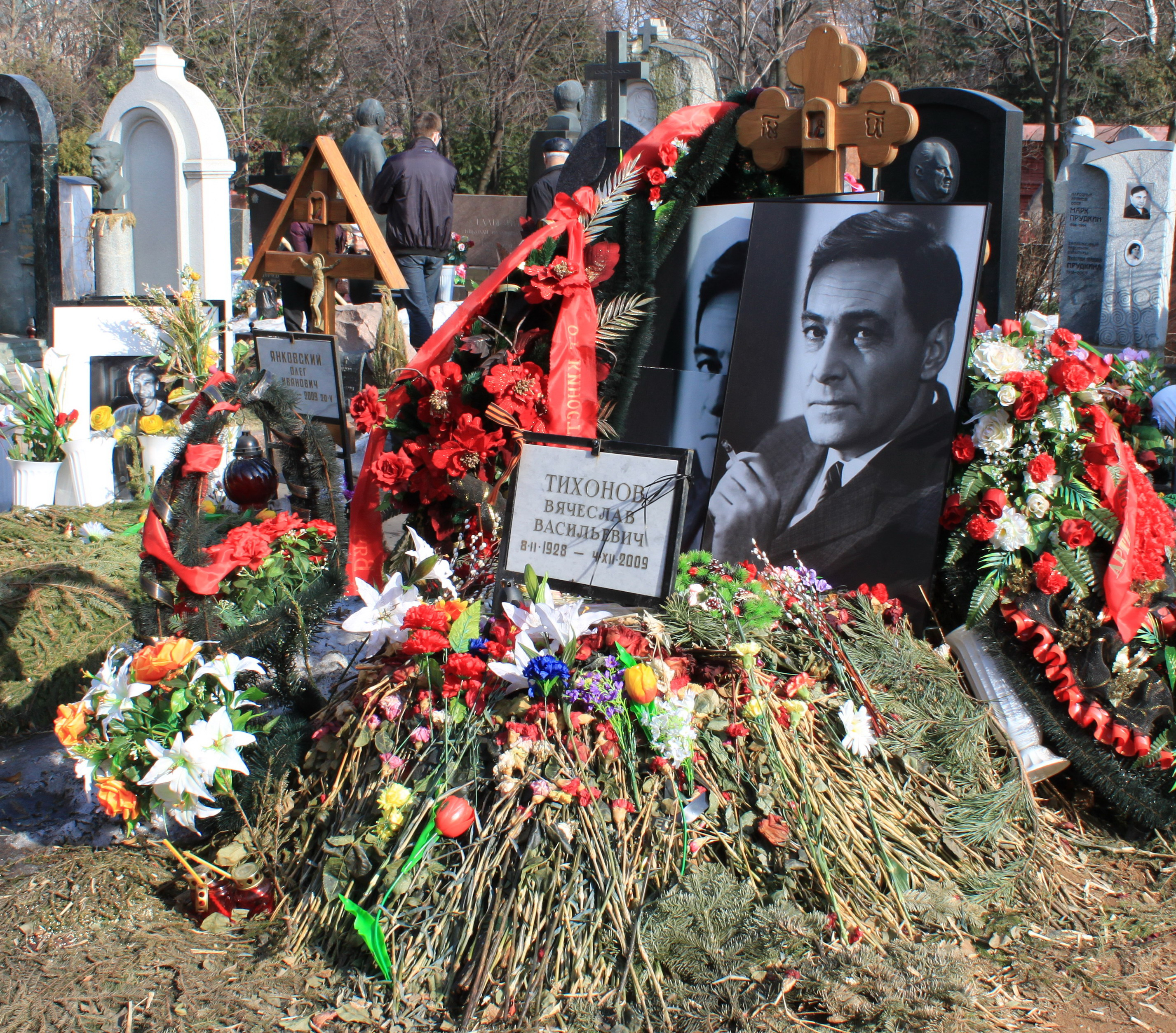
La tumba del actor Viacheslav Tíjonov.

Max Otto von Stirlitz (del ruso: Шти́рлиц) es el personaje principal de una popular serie de novelas rusa escrita en la década de 1960 por el novelista Yulián Semiónov y de la serie de televisión Diecisiete instantes de una primavera, protagonizada por Viacheslav Tíjonov, así como en películas de la era soviética, y en varias secuelas y precuelas. Otros actores han interpretado a Stirlitz en otras películas. Stirlitz se ha convertido en un personaje estereotípico en la cultura soviética y postsoviética, similar a James Bond en la cultura occidental.

## Personaje
En el universo de Diecisiete instantes de una primavera, Stirlitz es el nombre falso de un superespía soviético, el Coronel Maksim Maksímovich Isáyev (Макси́м Макси́мович Иса́ев), cuyo nombre real es Vsévolod Vladímirovich Vladímirov (Все́волод Влади́мирович Владимиров).
Stirlitz tiene un papel principal en el cuartel de las SS de Adolf Hitler en Berlín durante la Segunda Guerra Mundial. Trabajando encubierto, Stirlitz intenta descubrir los planes de guerra alemanes y comunicarlos a Moscú. Se le envían instrucciones de cómo proceder, sobre un viaje a Suiza en misión secreta. Compromete al programa nuclear alemán "Arma de Venganza" llevándolo a un círculo infructuoso, impide las conversaciones de paz entre la Alemania Nazi, el Reino Unido y los Estados Unidos, entabla juegos de intelecto con los miembros del alto comando nazi y sacrifica su propia felicidad para el bien de la madre patria. A pesar de ser frustrado su deseo de regreso a casa con su mujer, subordina sus sentimientos al deber, encarnando así una visión idealizada del patriotismo soviético.
Stirlitz es el contrario al hombre de acción James Bond, la mayoría de las veces obtiene sus informaciones sin ningún tipo de peleas ni artilugios del estilo Bond. Las escenas de acción, en la película, se presentan mediante una voz en off narrativa de Yefim Kopelyán. Es presentado de un modo patriótico, pero no ideológico, luchando para defender la madre patria soviética contra sus enemigos externos, más que defendiendo el régimen comunista contra sus opositores ideológicos.

## Influencias en la vida y cultura rusas
Aunque Stirlitz es un personaje bienamado, ha sido también objetivo de un género de chistes, que a menudo satirizan sus maneras deductivas de pensar, con giros inesperados, expresados en el tono de la voz-en-off de la adaptación cinematográfica, por ejemplo:

Stirlitz se acerca a Berlín. La ciudad está envuelta en humo de los incendios. "Olvidaste apagar la plancha otra vez", pensó Stirlitz con una ligera irritación.

Stirlitz continúa siendo un personaje popular en la moderna Rusia. Las referencias y los chistes con él como protagonista son aún de uso común y Diecisiete instantes de primavera se repite cada año en la televisión rusa, normalmente alrededor del Día de la Victoria. Continúa así mismo teniendo significado político. Cuando su intérprete, Viacheslav Tíjonov murió en diciembre de 2009, el Servicio de Inteligencia Extranjera envió condolencias a su familia.

## Novelas con Stirlitz
| Novela                                                                               | Años retratados | Año en que se escribió |
| ------------------------------------------------------------------------------------ | --------------- | ---------------------- |
| Бриллианты для диктатуры пролетариата (Diamantes para la Dictadura del Proletariado) | 1921            | 1974—1989              |
| Пароль не нужен (No hace falta la contraseña)                                        | 1921—1922       | 1966                   |
| Нежность (Ternura)                                                                   | 1927            |                        |
| Испанский вариант (Variante Española)                                                | 1938            | 1973                   |
| Альтернатива (Alternativa)                                                           | 1941            | 1978                   |
| Третья карта (Tercera carta)                                                         | 1941            | 1973                   |
| Майор Вихрь (Comandante Torbellino)                                                  | 1944—1945       | 1968                   |
| Семнадцать мгновений весны (Diecisiete instantes de una primavera)                   | 1945            | 1969                   |
| Приказано выжить (La Orden es Sobrevivir)                                            | 1945            | 1982                   |
| Экспансия — I (Expansión - Parte I)                                                  | 1946            | 1984                   |
| Экспансия — II (Expansión - Parte II)                                                | 1946            |                        |
| Экспансия — III (Expansión - Parte II)                                               | 1947            |                        |
| Отчаяние (Desesperación)                                                             | 1947            | 1990                   |
| Бомба для председателя (Una bomba para el Presidente)                                | 1967            | 1970                   |